# Plužac
Plužac es un pueblo ubicado en la municipalidad de Osečina, en el distrito de Kolubara, Serbia.

## Superficie
Posee una superficie de 12,94 kilómetros cuadrados.

## Demografía
Hasta 2011 la población era de 517 habitantes, con una densidad de población de 39,96 habitantes por kilómetro cuadrado.